# Acquin-Westbécourt
Ne doit pas être confondu avec Haquin ou Aquin.
Acquin-Westbécourt est une commune française située dans le département du Pas-de-Calais en région Hauts-de-France. Ses habitants sont appelés les Acquinois.
La commune actuelle a été formée par la réunion de celles d'Acquin et de Westbécourt, par arrêté préfectoral du 28 août 1973, et prenant effet à compter du 1er janvier 1974.
La commune fait partie du parc naturel régional des Caps et Marais d'Opale et de la communauté de communes du Pays de Lumbres qui regroupe 36 communes et compte 24 187 habitants en 2021.

## Géographie

### Localisation
La géographie locale est typique de celle de cette zone du département du Pas-de-Calais, caractérisée par un relief léger et une mosaïque de prairies, bosquets, avec nombre d'exploitations agricoles situées autour de la commune-centre.
Le val d’Acquin fait partie du parc naturel régional des Caps et Marais d'Opale.
Acquin est traversée par un des affluents de rivière de la région du haut-pays, aujourd'hui asséchés pendant une grande partie de l'année.
Le territoire de la commune est limitrophe de ceux de dix communes.
Les communes limitrophes sont Mentque-Nortbécourt, Lumbres, Moringhem, Quelmes, Quercamps, Seninghem, Tournehem-sur-la-Hem, Bayenghem-lès-Seninghem, Boisdinghem et Bouvelinghem.

### Géologie et relief
La superficie de la commune est de 14,29 km2 ; son altitude varie de 60  à   178 mètres.

### Hydrographie
Le territoire de la commune est situé dans le bassin Artois-Picardie.
Le territoire de la commune est traversé, dans sa partie Est, par le ruisseau d'Acquin, cours d'eau naturel non navigable de 5,76 km, qui prend sa source dans la commune et se jette dans la Becque au niveau de la commune de Lumbres.

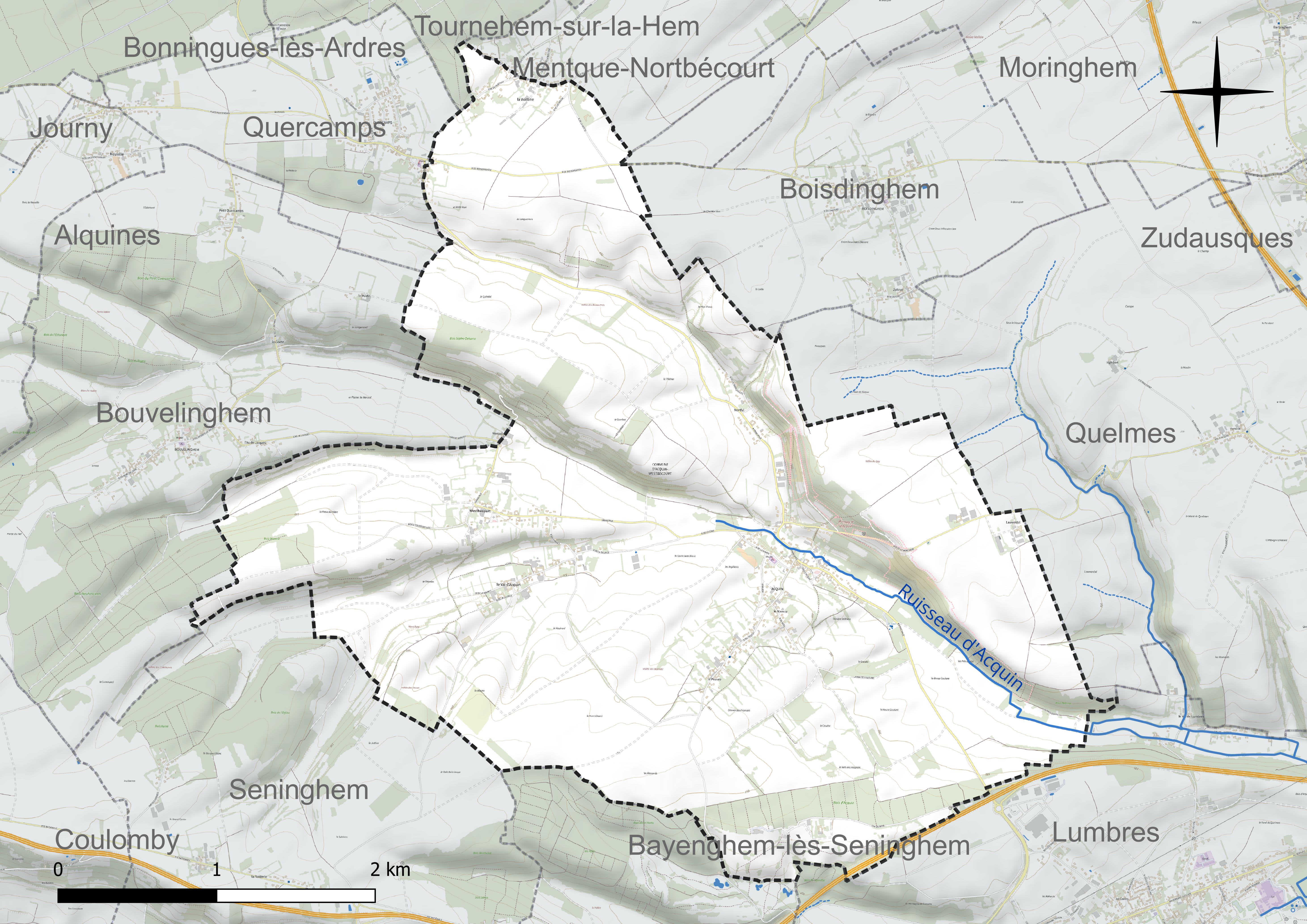
Réseau hydrographique d'Acquin-Westbécourt.

### Climat
Pour des articles plus généraux, voir Climat des Hauts-de-France et Climat du Pas-de-Calais.
En 2010, le climat de la commune est de type climat océanique franc, selon une étude du CNRS s'appuyant sur une série de données couvrant la période 1971-2000. En 2020, Météo-France publie une typologie des climats de la France métropolitaine dans laquelle la commune est exposée à un climat océanique et est dans la région climatique Côtes de la Manche orientale, caractérisée par un faible ensoleillement (1 550 h/an) ; forte humidité de l’air (plus de 20 h/jour avec humidité relative > 80 % en hiver), vents forts fréquents.
Pour la période 1971-2000, la température annuelle moyenne est de 10,1 °C, avec une amplitude thermique annuelle de 13,1 °C. Le cumul annuel moyen de précipitations est de 866 mm, avec 13,3 jours de précipitations en janvier et 8,5 jours en juillet. Pour la période 1991-2020, la température moyenne annuelle observée sur la station météorologique la plus proche, située sur la commune de Nielles-lès-Bléquin à 7 km à vol d'oiseau, est de 10,6 °C et le cumul annuel moyen de précipitations est de 976,9 mm,. Pour l'avenir, les paramètres climatiques de la commune estimés pour 2050 selon différents scénarios d'émission de gaz à effet de serre sont consultables sur un site dédié publié par Météo-France en novembre 2022.

### Paysages
Pour un article plus général, voir Paysage en France.
La commune s'inscrit à la jonction de deux paysages régionaux tels qu’ils sont définis dans l’atlas de paysages de la région Nord-Pas-de-Calais, conçu par la direction régionale de l'Environnement, de l'Aménagement et du Logement (DREAL), :
- les « paysages des hauts plateaux artésiens », qui concernent 77 communes du Pas-de-Calais, se situent à l'extrémité ouest des collines de l'Artois qui traversent le Pas-de-Calais d'Arras au Boulonnais. L'altitude de ces paysages dépassent les 180 mètres. Ces dimensions sont modestes, d'une quinzaine de kilomètres du sud-est au nord-ouest et d'une vingtaine de kilomètres dans sa dimension la plus grande[12].

Ces « paysages des hauts plateaux artésiens », appelés aussi « Haut Artois », se caractérisent par trois ensembles écopaysagers :
- - l'ensemble mésophile ouvert du plateau artésien calcaire ;
  - l'ensemble alluvial des fonds de vallée de la Lys et de l'Aa ;
  - l'ensemble calcicole des versants calcaires des vallées[12].

Le « Haut Artois » dispose d'une importante densité de corridors biologiques bien interconnectés.
Dans le « Haut Artois », pas de villes, c'est une des rares terres rurales de la région, les communes les plus importantes sont, du nord au sud, Lumbres, Fauquembergues et Fruges. Le « Haut Artois », drainé par l'Aa et la Lys, constitue le sommet de l'anticlinal artésien, paysage ventée, froid et aux précipitations importantes qui en font le château d'eau régional.
Leș cultures représentent environ 60 % des sols, les prairies entre 26 et 27 %, les bois de 5 à 8 % et les villages et bourgs de 5 à 8 %, l'industrie y est peu présente.
- les « paysages des coteaux calaisiens et du pays de Licques » concernent 56 communes du Pas-de-Calais. Ces paysages s'étendent sur environ 30 km de long (est-ouest) et 15 km de large (nord-sud) et présentent deux sous-ensembles : les coteaux calaisiens au nord et le pays de Licques au sud. Les altitudes de ces paysages varient de 206 m dans le Pays de Licques, à 120 m dans l’ouest des coteaux Calaisiens, près de Guînes, et à 10 m dans l'est, près d'Audruicq[13].

Ces paysages recouvrent trois entités écopaysagères : les collines guînoises qui constituent le rebord septentrional de l'Artois, l'entité de Bredenarde qui appartient à la plaine maritime flamande, et la cuvette de Licques. Ils sont constitués de 59,70 % de cultures, de 17,30 % de forêts, de 15,11 % de prairies naturelles, permanentes, de 7,45 % d'espaces artificialisés, avec les quatre principales communes que sont Audruicq, Ardres, Guînes et Licques, de 0,27 % d'industries, et de 0,18 % de cours d'eau et plan d'eau.
Les éléments structurants de ces paysages sont la LGV Nord et l'A26, la rivière la Hem qui coule du sud vers le nord-est, les escarpements sur les coteaux du Calaisis et autour du pays de Licques et, d'ouest en est, les différents boisements comme la forêt de Guînes, le bois de l'Abbaye, la forêt de Tournehem et une partie de la forêt d'Éperlecques.

### Milieux naturels et biodiversité
La commune abrite un site de grand intérêt écologique, qui a justifié la création d'une réserve naturelle régionale, devenue nationale (en 2008), avec celle des coteaux de Wavrans-sur-l'Aa.

#### Espaces protégés et gérés
La protection réglementaire est le mode d’intervention le plus fort pour préserver des espaces naturels remarquables et leur biodiversité associée.
Dans ce cadre, la commune fait partie de quatre espaces protégés et gérés : 
- le parc naturel régional des Caps et Marais d'Opale, d’une superficie de 132 499 ha réparties sur 154 communes, géré par le syndicat mixte d'aménagement et de gestion du parc naturel régional des Caps et Marais d'Opale[16] ;
- la grotte et des pelouses d'Acquin-Westbecourt et des coteaux de Wavrans-sur-l'Aa et coteaux d Elnes, réserve naturelle nationale (RNN), d’une superficie de 5,504 hectares, parcelle acquise en maitrise foncière. Terrain acquis (ou assimilé) par le Conservatoire d'espaces naturels des Hauts-de-France[17] ;
- la grotte et des pelouses d'Acquin-Westbecourt et des coteaux de Wavrans-sur-l'Aa et coteaux d Elnes, réserve naturelle nationale, d’une superficie de 62,941 hectares, parcelle en maitrise d'usage. Terrain géré (location, convention de gestion) par le Conservatoire d'espaces naturels des Hauts-de-France[18] ;
- la réserve naturelle nationale des grottes et des pelouses d'Acquin-Westbécourt et des coteaux de Wavrans-sur-l'Aa, d’une superficie de 54 hectares, gérée par le Conservatoire d'espaces naturels des Hauts-de-France et la municipalité de Wavrans-sur-l'Aa[19].

#### Zones naturelles d'intérêt écologique, faunistique et floristique
L’inventaire des zones naturelles d'intérêt écologique, faunistique et floristique (ZNIEFF) a pour objectif de réaliser une couverture des zones les plus intéressantes sur le plan écologique, essentiellement dans la perspective d’améliorer la connaissance du patrimoine naturel national et de fournir aux différents décideurs un outil d’aide à la prise en compte de l’environnement dans l’aménagement du territoire.
Le territoire communal comprend trois ZNIEFF de type 1 : 
- la forêt domaniale de Tournehem et ses lisières. Cette ZNIEFF marque le rebord oriental du pays de Licques[20] ;
- le complexe de vallées sèches et de bois autour de Bouvelinghem. Cette vaste ZNIEFF, d'une superficie de 1 355 hectares, au relief vallonné a les caractéristiques des collines crayeuses du Haut Artois[21] ;
- les coteaux d’Acquin-Westbécourt, du val de Lumbres et au nord de Setques, d’une superficie de 140 hectares et d'une altitude variant de 70  à   100 mètres[22].

et deux ZNIEFF de type 2 : 
- la vallée du Bléquin et les vallées sèches adjacentes au ruisseau d’Acquin. Cette ZNIEFF se situe sur les marges septentrionales du Haut-Pays d’Artois, en bordure des cuestas du Boulonnais et du pays de Licques[23] ;
- la boutonnière de pays de Licques. Cette ZNIEFF, de 17 830 hectares, s'étend sur 43 communes[24].

Carte des ZNIEFF de type 1 et 2 à Acquin-Westbécourt.
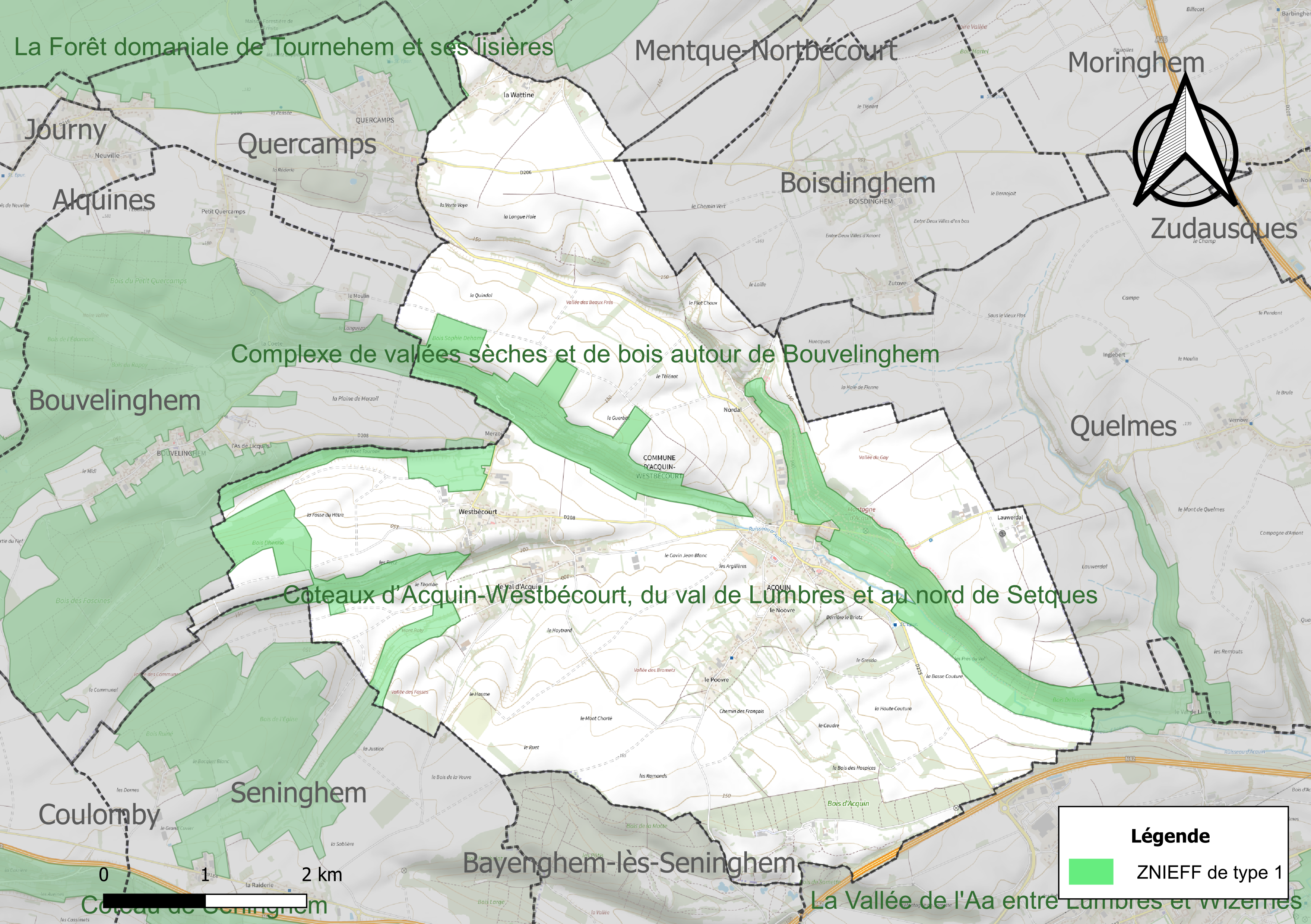
Carte de la ZNIEFF de type 1 sur la commune.
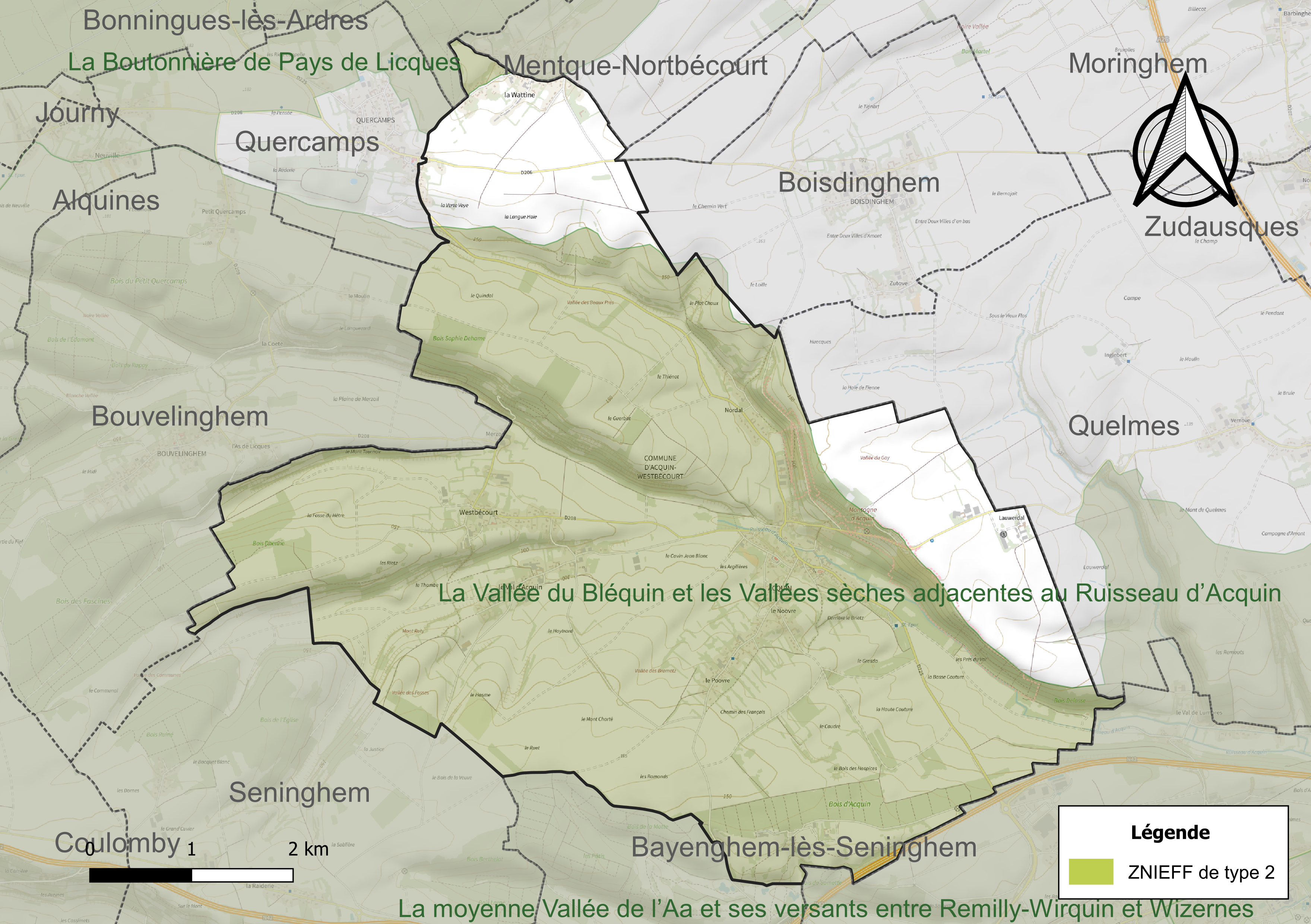
Carte des ZNIEFF de type 2 sur la commune.

#### Site Natura 2000
Le réseau Natura 2000 est un réseau écologique européen de sites naturels d’intérêt écologique élaboré à partir des directives « habitats » et « oiseaux ». Ce réseau est constitué de zones spéciales de conservation (ZSC) et de zones de protection spéciale (ZPS). Dans les zones de ce réseau, les États Membres s'engagent à maintenir dans un état de conservation favorable les types d'habitats et d'espèces concernés, par le biais de mesures réglementaires, administratives ou contractuelles.
Sur la commune, un site Natura 2000 de type B est défini en site d'importance communautaire (SIC) : le coteau de la montagne d'Acquin et pelouses du val de Lumbres.

## Urbanisme

### Typologie
Au 1er janvier 2024, Acquin-Westbécourt est catégorisée commune rurale à habitat dispersé, selon la nouvelle grille communale de densité à sept niveaux définie par l'Insee en 2022.
Elle est située hors unité urbaine. Par ailleurs la commune fait partie de l'aire d'attraction de Saint-Omer, dont elle est une commune de la couronne,. Cette aire, qui regroupe 79 communes, est catégorisée dans les aires de 50 000 à moins de 200 000 habitants,.

### Lieux-dits, hameaux et écarts
La commune est composée de sept hameaux : le val d'Acquin, Lauwerdal, Nordal, le Poovre, Westbécourt, Merzoil et la Wattine.

### Risques naturels et technologiques

#### Risque inondation
À la suite du passage des tempêtes Ciarán, Domingos et Elisa et des inondations et coulées de boue qui se sont produites, la commune est reconnue, par arrêté du 14 novembre 2023, en état de catastrophe naturelle pour inondations et coulées de boue sur la période du 2 au 12 novembre 2023, comme 179 autres communes du département.

## Toponymie
Le nom de la commune est formé par la réunion de celles d'Acquin et de Westbécourt :
Acquin : Le nom de la localité est attesté sous les formes Atquinium (877), Atcona sive Acquinius (Xe siècle) Aquina (1093), Aquin (1125), Acquin (1166 - 1173), Aquine (1170), Acquine (1173), Acquina (1175), Aquinum (XIIe siècle), Acuin (1302), Acuing (1408), Acquius (1418), Acquyn (1450), Acqwin (1506), Accuin (1559), Accuwin (1567).
Le nom viendrait de l'anthroponyme germanique Athalkin.
Westbécourt : Le nom de la localité est attesté sous les formes Bochout (XIIIe siècle), West-Boucould (1544), Westbeaucourt (1698), Vuen-Beaucoup (1720), West-Beaucourt (XVIIIe siècle).
Formé du flamand beukehout signifiant « bois de hêtres » (encore visible aujourd'hui dans le nom flamand de la commune, Westboekhout), ayant subi l'attraction de l'oïl court au XVIe ou XVIIe siècle, auquel fut ajouté le préfixe West « ouest » au XVIe siècle.
Akkin-Westboekhout en flamand.

## Histoire
Acquin était un domaine de l'abbaye Saint-Bertin de Saint-Omer recensé dans le polyptyque de l'abbaye rédigé par l'abbé Adalard entre 844 et 859.
Entre 1169 et 1191, Elbodon d'Acquine et Gerbodon son fils ont donné à l'abbaye Saint-Médard d'Andres la moitié de la dîme qu'ils prélevaient à Voscole; cette cession est confirmée par Didier, évêque des Morins (évêques de Thérouanne).
En 1175, Guillaume, châtelain de Saint-Omer et seigneur de Fauquembergues atteste que Walter de Helme (sans doute Kelme ancien nom de Quelmes) a cédé à l'abbaye de Saint-Bertin la juridiction sur les terres de Quelmes et d'Acquin.
La commune actuelle a été formée par la réunion de celles d'Acquin et de Westbécourt, par arrêté préfectoral du 28 août 1973, et prenant effet à compter du 1er janvier 1974.

## Politique et administration

### Découpage territorial
La commune se trouve dans l'arrondissement de Saint-Omer du département du Pas-de-Calais.

#### Commune et intercommunalités
La commune est membre de la communauté de communes du Pays de Lumbres.

#### Circonscriptions administratives
La commune est rattachée au canton de Lumbres.

#### Circonscriptions électorales
Pour l'élection des députés, la commune fait partie de la sixième circonscription du Pas-de-Calais.

### Élections municipales et communautaires

#### Liste des maires
| Période | Période                       | Identité        | Étiquette | Qualité                                     |
| ------- | ----------------------------- | --------------- | --------- | ------------------------------------------- |
| 2001    | 2008                          | Hubert Maillot  | DVG       |                                             |
| 2008    | 2011                          | André Pruvost   |           | Décédé en fonction                          |
| 2011    | 2014                          | Henri Guyot     |           |                                             |
| 2014    | En cours (au 19 juillet 2020) | Mathieu Pruvost |           | Contremaître Réélu pour le mandat 2020-2026 |

### Autres élections

#### Élection présidentielle de 2012
Le résultat de l'élection présidentielle de 2012 dans cette commune est le suivant :
| Candidat       | Candidat                    | Premier tour | Premier tour | Second tour | Second tour |
| Candidat       | Candidat                    | Voix         | %            | Voix        | %           |
| -------------- | --------------------------- | ------------ | ------------ | ----------- | ----------- |
|                | Eva Joly (EÉLV)             | 4            | 0,84         |             |             |
|                | Marine Le Pen (FN)          | 120          | 25,32        |             |             |
|                | Nicolas Sarkozy (UMP)       | 150          | 31,65        | 249         | 55,09       |
|                | Jean-Luc Mélenchon (FG)     | 28           | 5,91         |             |             |
|                | Philippe Poutou (NPA)       | 7            | 1,48         |             |             |
|                | Nathalie Arthaud (LO)       | 7            | 1,48         |             |             |
|                | Jacques Cheminade (SP)      | 0            | 0,00         |             |             |
|                | François Bayrou (MoDem)     | 35           | 7,38         |             |             |
|                | Nicolas Dupont-Aignan (DLR) | 6            | 1,27         |             |             |
|                | François Hollande (PS)      | 117          | 24,68        | 203         | 44,91       |
|                |                             |              |              |             |             |
| Inscrits       | Inscrits                    | 537          | 100,00       | 537         | 100,00      |
| Abstentions    | Abstentions                 | 52           | 9,68         | 51          | 9,50        |
| Votants        | Votants                     | 485          | 90,32        | 486         | 90,50       |
| Blancs et nuls | Blancs et nuls              | 11           | 2,27         | 34          | 7,00        |
| Exprimés       | Exprimés                    | 474          | 97,73        | 452         | 93,00       |

#### Élection présidentielle de 2017
Le résultat de l'élection présidentielle de 2017 dans cette commune est le suivant :
| Candidat    | Candidat                    | Premier tour | Premier tour | Deuxième tour | Deuxième tour |  |
| Candidat    | Candidat                    | %            | Voix         | %             | Voix          |  |
| ----------- | --------------------------- | ------------ | ------------ | ------------- | ------------- |  |
|             | Nicolas Dupont-Aignan (DLF) | 6,65         | 33           |               |               |  |
|             | Marine Le Pen (FN)          | 30,24        | 150          | 47,24         | 205           |  |
|             | Emmanuel Macron (EM)        | 19,96        | 99           | 52,76         | 229           |  |
|             | Benoît Hamon (PS)           | 2,62         | 13           |               |               |  |
|             | Nathalie Arthaud (LO)       | 1,01         | 5            |               |               |  |
|             | Philippe Poutou (NPA)       | 0,81         | 4            |               |               |  |
|             | Jacques Cheminade (SP)      | 0,40         | 2            |               |               |  |
|             | Jean Lassalle (RES)         | 1,01         | 5            |               |               |  |
|             | Jean-Luc Mélenchon (LFI)    | 13,71        | 68           |               |               |  |
|             | François Asselineau (UPR)   | 0,20         | 1            |               |               |  |
|             | François Fillon (LR)        | 23,39        | 116          |               |               |  |
|             |                             |              |              |               |               |  |
| Inscrits    | Inscrits                    | 579          | 100,00       | 579           | 100,00        |  |
| Abstentions | Abstentions                 | 58           | 10,02        | 85            | 14,68         |  |
| Votants     | Votants                     | 521          | 89,98        | 494           | 85,32         |  |
| Blancs      | Blancs                      | 16           | 3,07         | 40            | 8,10          |  |
| Nuls        | Nuls                        | 9            | 1,73         | 20            | 4,05          |  |
| Exprimés    | Exprimés                    | 496          | 95,20        | 434           | 87,85         |  |

## Équipements et services publics

### Justice, sécurité, secours et défense
La commune dépend du tribunal judiciaire de Saint-Omer, du conseil de prud'hommes de Saint-Omer, de la cour d'appel de Douai, du tribunal de commerce de Boulogne-sur-Mer, du tribunal administratif de Lille, de la cour administrative d'appel de Douai, du tribunal judiciaire de Boulogne-sur-Mer et du tribunal pour enfants de Saint-Omer.

## Population et société

### Démographie
Les habitants de la commune sont appelés les Acquinois

#### Évolution démographique
L'évolution du nombre d'habitants est connue à travers les recensements de la population effectués dans la commune depuis 1793. Pour les communes de moins de 10 000 habitants, une enquête de recensement portant sur toute la population est réalisée tous les cinq ans, les populations de référence des années intermédiaires étant quant à elles estimées par interpolation ou extrapolation. Pour la commune, le premier recensement exhaustif entrant dans le cadre du nouveau dispositif a été réalisé en 2005.

En 2022, la commune comptait 799 habitants, en évolution de −1,84 % par rapport à 2016 (Pas-de-Calais : −0,72 %, France hors Mayotte : +2,11 %).
| 1793 | 1800 | 1806 | 1821 | 1831 | 1836 | 1841 | 1846 | 1851 |
| ---- | ---- | ---- | ---- | ---- | ---- | ---- | ---- | ---- |
| 827  | 559  | 709  | 752  | 782  | 778  | 780  | 810  | 781  |

| 1856 | 1861 | 1866 | 1872 | 1876 | 1881 | 1886 | 1891 | 1896 |
| ---- | ---- | ---- | ---- | ---- | ---- | ---- | ---- | ---- |
| 761  | 769  | 772  | 731  | 752  | 801  | 782  | 804  | 776  |

| 1901 | 1906 | 1911 | 1921 | 1926 | 1931 | 1936 | 1946 | 1954 |
| ---- | ---- | ---- | ---- | ---- | ---- | ---- | ---- | ---- |
| 782  | 825  | 794  | 701  | 643  | 656  | 612  | 622  | 604  |

| 1962 | 1968 | 1975 | 1982 | 1990 | 1999 | 2005 | 2006 | 2010 |
| ---- | ---- | ---- | ---- | ---- | ---- | ---- | ---- | ---- |
| 578  | 568  | 571  | 559  | 617  | 625  | 637  | 647  | 684  |

| 2015 | 2020 | 2022 | - | - | - | - | - | - |
| ---- | ---- | ---- | - | - | - | - | - | - |
| 799  | 796  | 799  | - | - | - | - | - | - |

#### Pyramide des âges
La population de la commune est relativement jeune.
En 2018, le taux de personnes d'un âge inférieur à 30 ans s'élève à 36,8 %, soit au-dessus de la moyenne départementale (36,7 %). À l'inverse, le taux de personnes d'âge supérieur à 60 ans est de 22,0 % la même année, alors qu'il est de 24,9 % au niveau départemental.
En 2018, la commune comptait 422 hommes pour 399 femmes, soit un taux de 51,4 % d'hommes, largement supérieur au taux départemental (48,5 %).
Les pyramides des âges de la commune et du département s'établissent comme suit.
| Hommes | Classe d’âge | Femmes |
| ------ | ------------ | ------ |
| 0,2    | 90 ou +      | 0,3    |
| 3,7    | 75-89 ans    | 3,9    |
| 18,3   | 60-74 ans    | 17,6   |
| 18,8   | 45-59 ans    | 17,8   |
| 22,5   | 30-44 ans    | 23,3   |
| 13,0   | 15-29 ans    | 14,7   |
| 23,5   | 0-14 ans     | 22,5   |

| Hommes | Classe d’âge | Femmes |
| ------ | ------------ | ------ |
| 0,5    | 90 ou +      | 1,6    |
| 5,6    | 75-89 ans    | 8,9    |
| 16,7   | 60-74 ans    | 18,1   |
| 20,2   | 45-59 ans    | 19,2   |
| 18,9   | 30-44 ans    | 18,1   |
| 18,2   | 15-29 ans    | 16,2   |
| 19,9   | 0-14 ans     | 17,9   |

### Sports et loisirs

#### Loisirs
Après la liaison douce, créée à l'initiative de la communauté de communes du Pays de Lumbres et inaugurée en 2021, le long de l’Aa, entre Lumbres et Remilly-Wirquin, via Wavrans-sur-l'Aa et Elnes, en 2023, un nouveau tronçon est ouvert entre Acquin-Westbécourt et Lumbres, long de 4,9 km,.

## Culture locale et patrimoine

### Lieux et monuments
- L'église Sainte-Pétronille d'Acquin, de type romane avec cloches classées monument historique.
- L'église Saint-Éloi de Westbécourt.
- Le monument aux morts[55].

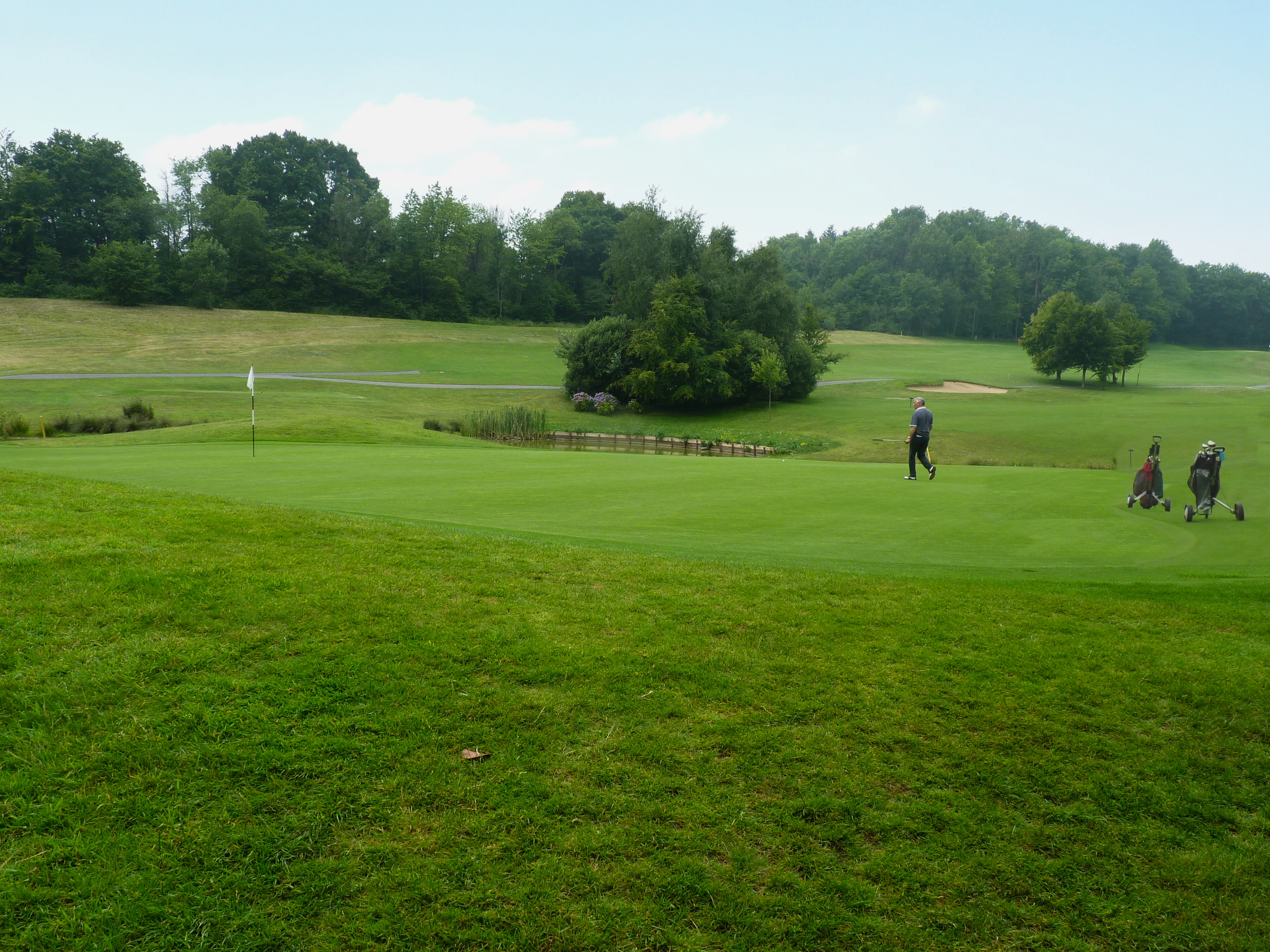
Aa Golf de Saint-Omer Club d'Acquin.
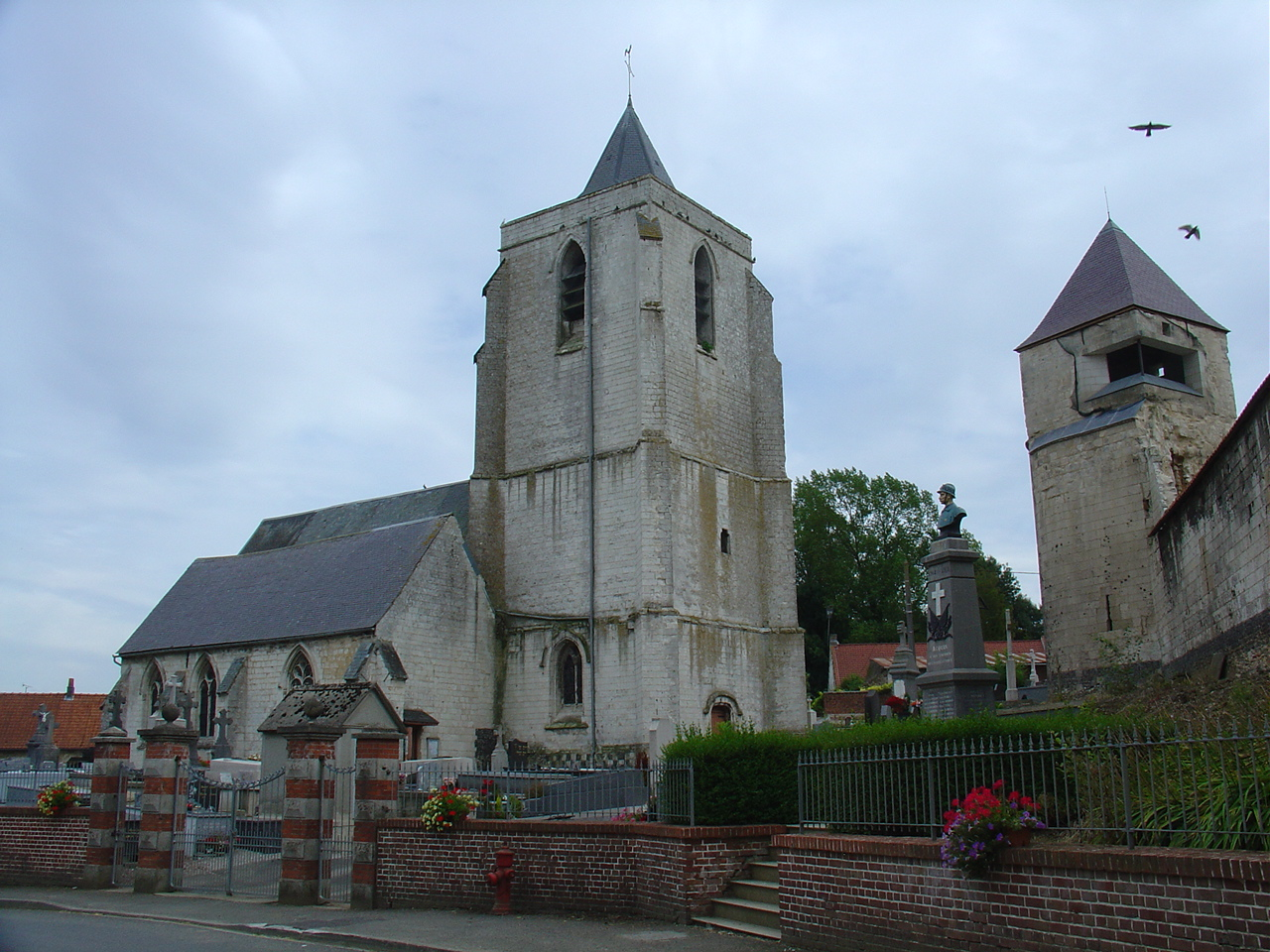
L'église Sainte-Pétronille.
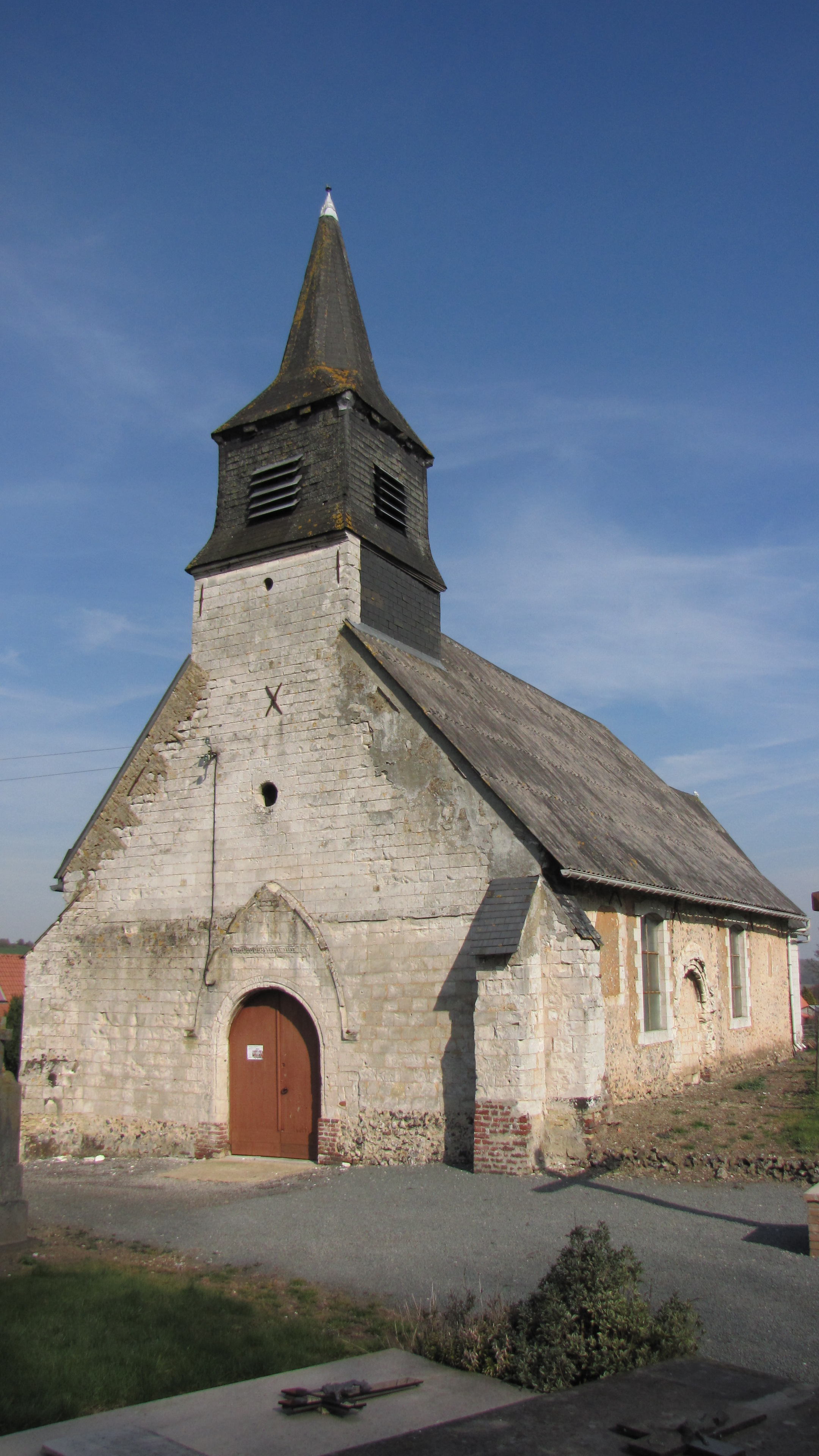
L'église Saint-Éloi.
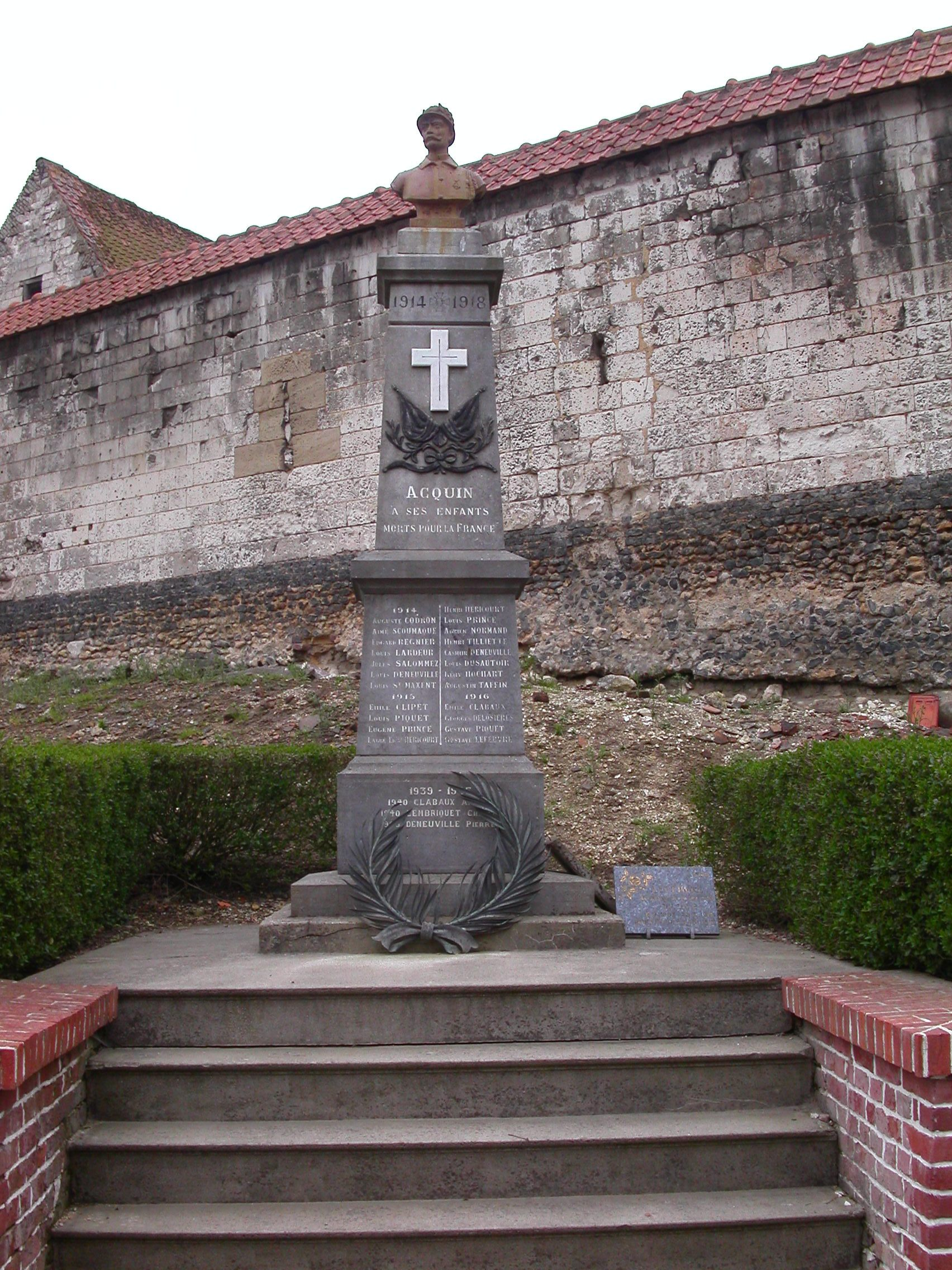
Le monument aux morts.
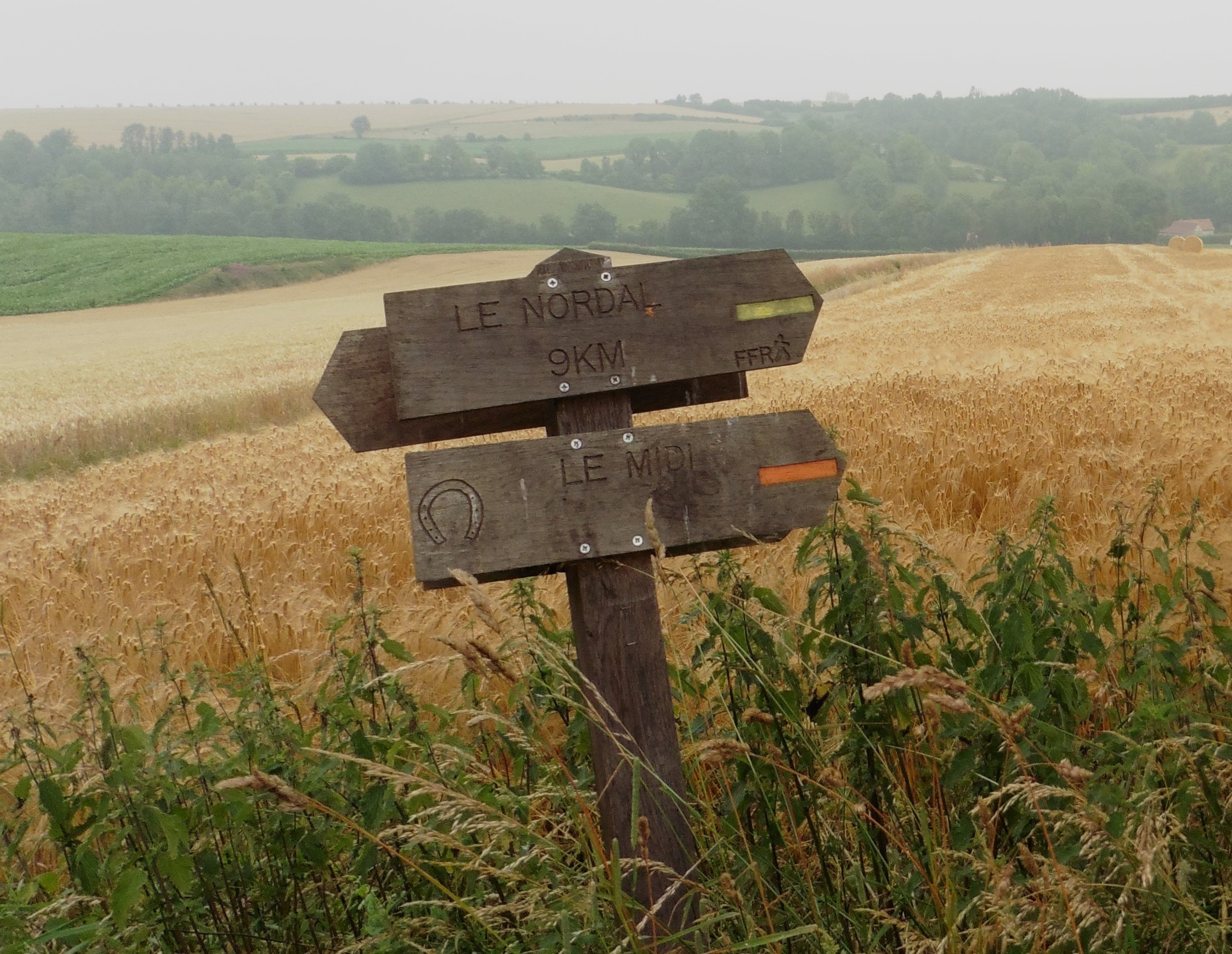
Vue sur la réserve naturelle nationale des grottes et des pelouses d'Acquin-Westbécourt et des coteaux de Wavrans-sur-l'Aa.

### Héraldique
| Blason de Acquin-Westbécourt | Blason  | De sinople à trois macles d'argent, au chef d'or chargé d'une escarboucle pommetée et fleurdelisée de gueules. |
| Blason de Acquin-Westbécourt | Détails | Inspiré des armes d'Antoine de Berghes (1456-1531), abbé de Saint-Bertin au XVIe siècle, qui portait « coupé : parti de sable au lion d'or et d'or à trois pals de gueules ; et de sinople à trois macles d'argent ». Le chef évoque, avec quelques modifications, les armes de l'abbaye de Saint-Bertin de Saint-Omer, seigneur du lieu à partir du XIIe siècle. Adopté par la municipalité. |

## Pour approfondir